# Kaino Thomsen-Fuataga
Kaino Thomsen-Fuataga (12 de mayo de 1991) es un deportista samoano que compitió en taekwondo. Ganó dos medallas en el Campeonato de Oceanía de Taekwondo en los años 2012 y 2019.

## Palmarés internacional
| Campeonato de Oceanía | Campeonato de Oceanía  | Campeonato de Oceanía | Campeonato de Oceanía |
| Año                   | Lugar                  | Medalla               | Categoría             |
| --------------------- | ---------------------- | --------------------- | --------------------- |
| 2012                  | Gold Coast (Australia) | Medalla de oro        | +80 kg                |
| 2019                  | Apia (Samoa)           | Medalla de plata      | +87 kg                |